# Europarlamentari pentru Finlanda 1999-2004
Această este o listă a membrilor Parlamentului European pentru Finlanda în sesiunea 1999-2004, aranjați după nume. 
- Uma Aaltonen (Grupul Verzilor - Alianța Liberă Europeană)
- Ulpu Iivari (Partidul Socialiștilor Europeni)
- Piia-Noora Kauppi (Partidul Popular European)
- Eija-Riitta Anneli Korhola (Partidul Popular European)
- Marjo Matikainen-Kallström (Partidul Popular European)
- Riitta Myller (Partidul Socialiștilor Europeni)
- Reino Paasilinna (Partidul Socialiștilor Europeni)
- Mikko Pesälä (Partidul European Liberal Democrat și Reformist)
- Samuli Pohjamo (Partidul European Liberal Democrat și Reformist)
- Esko Olavi Seppänen (European United Left/Nordic Green Left)
- Ilkka Suominen (Partidul Popular European)
- Astrid Thors (Partidul European Liberal Democrat și Reformist)
- Paavo Väyrynen (Partidul European Liberal Democrat și Reformist)
- Ari Vatanen (Partidul Popular European)
- Kyösti Tapio Virrankoski (Partidul European Liberal Democrat și Reformist)
- Matti Wuori (Grupul Verzilor - Alianța Liberă Europeană)